# 핼 E. 체스터
핼 E. 체스터(Hal E. Chester, 1921년 3월 6일 ~ 2012년 3월 25일)는 미국의 배우, 영화 프로듀서이다.
브루클린에서 태어났으며 런던에서 사망하였다.

## 영화
- 스쿨 포 스카운드럴 (2006년)
- 더블 맨 (1967년)
- 악마의 저주 (1957년)
- 웨폰 (1957년)
- 볼드 앤 브레이브 (1956년)
- 심해에서 온 괴물 (1953년)